# 奇子俊
奇子俊（1902年—1932年），蒙古名热不腾拉不登，人称“二少爷”。蒙古族，伊克昭盟鄂尔多斯左翼前旗（今内蒙古自治区准格尔旗）人。中华民国大陆时期鄂尔多斯政治人物，内蒙古人民革命党地方领导人。

## 生平
奇子俊自幼在其父那森达赖所设的专馆学习蒙古文、汉文。青年时，奇子俊的朋友李恭儒、刘天明、范云轩等参加了中国共产党，奇子俊受到左派思想影响。同时，奇子俊结识了“独贵龙”运动领导人旺丹尼玛、席尼喇嘛。奇子俊认为应当取消封建王公制度，实现平民和贵族平等。
1924年，奇子俊任陕甘豫剿匪司令部骑兵团团长。1925年，准格尔旗西协理奇子俊创办了“准格尔旗同仁中学附属小学”，并自任校长。“同仁”的意思是对蒙古族和汉族学生一视同仁。该校是鄂尔多斯的首座蒙汉学校。1925年10月，奇子俊出席了内蒙古人民革命党第一次代表大会。1926年，奇子俊任国民革命军北路军蒙兵第一路军中将司令。 1927年，奇子俊当选为内蒙古人民革命党中央执行委员。内蒙古人民革命党领导人旺丹尼玛、席尼喇嘛遇害后，为恢复内蒙古人民革命党的活动，1930年在乌审旗召开了秘密特别会议，成立了内蒙古人民革命党伊克昭盟党务局，奇子俊被选为该局主席。
1932年2月9日，在奇寿山发动的准格尔旗政变中，奇子俊被杀害。